# Eleccions locals als Països Catalans de 2015
Les eleccions locals als Països Catalans de 2015 se celebraren el 24 de maig de 2015 arreu dels municipis dels Països Catalans situats al sud dels Pirineus.

## Candidatures

### Partit Popular
- Partits polítics: Partit Popular (PP)
- Programa: "Encara queda molt per fer."[1]
- Eslògan:

### Partit Socialista Obrer Espanyol
- Partits polítics: Partit Socialista Obrer Espanyol (PSOE)

### Convergència i Unió
- Partits polítics: Convergència i Unió (CiU)

### Esquerra Republicana de Catalunya
- Partits polítics: Esquerra Republicana de Catalunya (ERC), Catalunya Sí (CATSÍ) i Acord Municipal (AM)
- Programa: "Programa marc"[2]
- Eslògan:

### Compromís
- Partits polítics: Compromís

### Iniciativa per Catalunya Verds - Esquerra Unida i Alternativa
- Partits polítics: Iniciativa per Catalunya Verds (ICV), Esquerra Unida i Alternativa (EUiA) i Entesa pel Progrés Municipal (EPM)

### Més per Mallorca
- Partits polítics: Més per Mallorca (MÉS)

### Candidatura d'Unitat Popular
- Partits polítics: Candidatura d'Unitat Popular (CUP) i Poble Actiu (PA)

### Proposta per les Illes
- Partits polítics: Proposta per les Illes (PI)

### Ciutadans
- Partits polítics: Ciutadans - Partit de la Ciutadania (C's)

### Unió, Progrés i Democràcia
- Partits polítics: Unió, Progrés i Democràcia (UPyD)

## Candidatures a capitals dels Països Catalans
Candidatures a les capitals de regió dels Països Catalans.
| Municipi  | Alcalde anterior                 | Candidats | Regidors | Alcalde Escollit |
| --------- | -------------------------------- | --- | -------- | ---------------- |
| Alacant   | Miguel Valor (PP)                | - PP: Asunción Sánchez - PSOE: Gabriel Echávarri - Acord Ciutadà: Miguel Ángel Pavón - UPyD: Fernando Llopis - Compromís: Natxo Bellido - C's: José Luis Cifuentes                         |          |                  |
| Barcelona | Xavier Trias (CiU)               | - CiU: Xavier Trias - PSC: Jaume Collboni - PP: Alberto Fernández - Barcelona en Comú: Ada Colau - ERC: Alfred Bosch - CUP: María José Lecha - C's: Carina Mejías - UPyD: Montserrat Tonda |          |                  |
| Castelló  | Alfonso Bataller (PP)            | - PP: Alfonso Bataller - PSOE: Amparo Marco - Compromís: Enric Nomdedéu - Acord Ciutadà: Andrés Martínez - UPyD: Pedro Tejedo - C's: Cristina Gabarda                                      |          |                  |
| Girona    | Carles Puigdemont (CiU)          | - CiU: Carles Puigdemont - PSC: Sílvia Paneque - PP: Concepció Veray - CUP: Laia Pèlach - ICV-EUiA: Eugènia Pascual - ERC: Maria Mercè Roca - C's: Jean Mª Castel - UPyD: Encarni Conesa   |          |                  |
| Lleida    | Àngel Ros (PSC-PM)               | - PSC: Àngel Ros - CiU: Antoni Postius - PP: Dolors López - ICV-EUiA: Eduard Baches - ERC: Carles Vega - CUP: Pau Juvillà - C's: Ángeles Ribes - UPyD: Pablo Pérez                         |          |                  |
| Palma     | Mateu Isern (PP)                 | - PP: Margarita Durán - PSOE: Jose Hila - MÉS: Antoni Noguera - EUIB: Maribel Alcázar - UPyD: Francisco Alegret - PI: Antoni Fuster - ER: - C's: Pep Lluis Bauzá                           |          |                  |
| Tarragona | Josep Fèlix Ballesteros (PSC-PM) | - PSC: Josep Fèlix Ballesteros - CiU: Albert Abelló - PP: Alejandro Fernández - ICV-EUiA: Arga Sentís - ERC: Pau Ricomà - CUP: Laia Estrada - C's: Rubén Viñuales - UPyD: Jesús Merodio    |          |                  |
| València  | Rita Barberà (PP)                | - PP: Rita Barberà - PSOE: Joan Calabuig - Compromís: Joan Ribó - Acord Ciutadà: Amadeu Sanchis - UPyD: Eduardo Gómez - C's: Fernando Giner                                                |          |                  |

## Resultats
| Candidatura | Vots | % vots | Regidors | % regidors | Alcaldes |
| ----------- | ---- | ------ | -------- | ---------- | -------- |
| PP          |      |        |          |            |          |
| CiU         |      |        |          |            |          |
| PSC-PM      |      |        |          |            |          |
| ERC-AM      |      |        |          |            |          |
| Compromís   |      |        |          |            |          |
| CUP-PA      |      |        |          |            |          |
| C's         |      |        |          |            |          |
| ICV-EUiA    |      |        |          |            |          |
| MÉS         |      |        |          |            |          |
| PI          |      |        |          |            |          |